# Teenage Kicks (film)
Pour la chanson, voir Teenage Kicks.
Pour plus de détails, voir Fiche technique et Distribution.
Teenage Kicks est un film australien réalisé par Craig Boreham, sorti en 2016.

## Synopsis
Miklós Varga est un fils d'immigrants hongrois en Australie. Il doit se débattre avec la culpabilité puisqu'il est indirectement responsable de la mort accidentelle de son frère aîné Tomi. Il a également du mal à accepter son attirance sexuelle pour son meilleur ami Dan.

## Fiche technique
- Titre : Teenage Kicks
- Réalisation : Craig Boreham
- Scénario : Craig Boreham
- Musique : David Barber
- Photographie : Bonnie Elliott
- Montage : Adrian Chiarella
- Production : Annmaree Bell
- Société de production : Azure Productions
- Pays :  Australie
- Genre : Drame
- Durée : 98 minutes
- Dates de sortie : 
  -  Australie : juin 2016

## Distribution
- Miles Szanto : Miklós Varga
- Daniel Webber : Dan O'Connel
- Anni Finsterer : Illona Varga
- Shari Sebbens : Annuska
- Charlotte Best : Phaedra
- Lech Mackiewicz : József Varga
- Nadim Kobeissi : Tomi Varga
- Tony Poli : Viktor Varga
- Ian Roberts : Jack O'Connel
- Stephanie King : Bianca
- Andrew Lindqvist : Ben
- Joshua Longhurst : Sam
- Scott Marcus : Lachlan
- Geordie Robinson : Trent
- Aileen Beale : Helen
- Adam Marks : Dylan
- Justin Webber : Pete
- Jessica Lawrence : Alex

## Distinctions
Le film a été nommé pour l'AACTA Award de la meilleure musique de film et pour l'Australian Directors Guild Award du meilleur réalisateur. Il a été également présenté au festival du film de Sydney et a reçu le Iris Prize du meilleur acteur.